# Bloedbad van Zutphen
Het Bloedbad van Zutphen of de Wrede moord op Zutphen zijn namen voor beschrijvingen van een historische gebeurtenis die plaatsvond op 16 november 1572 in het Gelderse Zutphen aan het begin van de Nederlandse Opstand. Tot in de 21e eeuw werd die gebeurtenis beschreven als een bloedbad waarin Spaanse troepen vele burgers van Zutphen ombrachten. Zeker 500 burgers zouden zijn vermoord, aan bomen opgehangen en in wakken in de IJssel gedreven.
Die gebeurtenissen in Zutphen werden in de geschiedschrijving van de Opstand tot begin 21e eeuw gelijkgesteld aan die van  het Bloedbad van Naarden en dat van Mechelen in het zelfde jaar 1572. Nader onderzoek heeft duidelijk gemaakt dat dit beeld over de gebeurtenissen in Zutphen onjuist is. Het onderzoek maakt een onderscheid tussen een plundering en een massamoord of bloedbad. Het eerste heeft in Zutphen zeker plaatsgevonden. Ongetwijfeld zijn daar ook burgers bij omgekomen, maar er is geen basis voor de aanname dat dit tientallen of zelfs honderden burgers zou betreffen. 

## Aanloop
Op 1 april 1572 werd Brielle door de Geuzen veroverd. Dit wordt gezien als het eigenlijke begin van de opstand tegen Filips II. In Oranjes tweede invasie zou Lodewijk van Nassau vanuit Frankrijk Valencijn en Bergen in Henegouwen innemen en daar wachten op versterking van de hugenoten. Willem van Oranje zelf zou vanaf de Rijn de Nederlanden binnenvallen, en daarna naar Brabant en Vlaanderen trekken. Willem van den Bergh, een zwager van Oranje, zou tot de aanval overgaan in Gelderland en Overijssel. Van den Bergh kreeg de opdracht om de steden in te nemen, hen te herstellen in hun ‘oude vrijheden’ en te bevrijden van de ‘beestachtige Spaanse slavernij’. Hij kreeg toestemming om een leger van 4.800 soldaten te werven. In ongeveer twee maanden  wist Willem van den Bergh het grootste deel van het kwartier van Zutphen, Harderwijk en Elburg, een deel van Overijssel en uiteindelijk ook Amersfoort in handen te krijgen. De meeste steden hadden ook geen noemenswaardig garnizoen. In het geval van Zutphen was er sprake  van hulp van binnenuit, zodat de stad zonder slag of stoot kon worden ingenomen. Alleen Arnhem, Nijmegen en Deventer bleven aan regeringskant, omdat daar grote garnizoenen aanwezig waren. 
Die inname van Zutphen vond op 10 juni 1572 plaats. De soldaten van Van den Bergh plunderden bezittingen van  rooms-katholieke instellingen.  Geestelijken werden lastiggevallen of erger. In de Sint-Walburgiskerk werden grote vernielingen aangericht.  Het klooster Galilea werd totaal verwoest. Het politieke draagvlak voor de onderneming van Van den Bergh werd echter in het gehele veroverde gebied en zeker in Zutphen snel zwakker.  Van den Bergh spaarde in het begin nog wel de gewone burgers, maar ze werden wel belast met inkwartieringen van zijn soldaten en ze moesten grote sommen geld op tafel leggen. Zutphen was in 1572 nog een overwegend rooms-katholieke stad. Veel burgers weigerden de stad te verdedigen of moesten daartoe worden gedwongen. Tientallen van hen sloegen op de vlucht, grotendeels naar Duitse gebieden. 
Willem van Oranje arriveerde half oktober in Zutphen met honderden voetsoldaten en 1200 ruiters. De campagne in het zuiden was dan al mislukt. Mechelen was na slechts twee maanden bestuur namens Oranje al weer ingenomen door Don Frederik, de zoon van de hertog van Alva. Er vond hierbij een enorm bloedbad plaats. Het was duidelijk dat Don Frederiks veldtocht het doel had alle opstandige steden in een veldtocht te heroveren. Het wachten was dus slechts op de aankomst van het Spaanse leger voor Zutphen. Willem van Oranje bleef slechts kort in Zutphen. Hij ging naar Holland om van daaruit het verzet te organiseren. Vanuit die overweging was het van belang om de voortgang van het regeringsleger te vertragen. Oranje en Van den Bergh besloten dan ook in ieder geval Zutphen en Kampen te verdedigen. Bij zijn vertrek liet Oranje ongeveer 800  Waalse haakbusschutters achter in Zutphen. Deze troepen hadden eerder dat jaar gediend onder Lodewijk van Nassau en gevochten bij Bergen. Bij de overgave van die stad hadden zij een vrije aftocht gekregen onder de belofte een jaar lang niet tegen het Spaanse gezag te vechten. Dit op straffe van de dood. Zij hadden zich echter opnieuw bij Oranje aangesloten omdat zij anders door desertie hun aanspraak op  achterstallige soldij zouden verliezen. Ook hun verblijf gaf grote problemen bij de inkwartiering in een zeer verdeelde stad die toen slechts 4500 inwoners had. Het resultaat van die moeilijkheden was een nieuwe plundering.

## De inname door het regeringsleger
Het Spaanse leger arriveerde op 12 november voor de muren van Zutphen. Don Frederik zond onmiddellijk een gezant met het verzoek tot overgave en beloofde bij directe overgave genade. Dat werd door de bevelhebbers van het garnizoen verworpen. De dagen daarna werd de stad hermetisch afgesloten en voortdurend beschoten. Op de avond van 15 november wisten Spaanse troepen posities in te nemen bij de borstwering van de Nieuwstadspoort. Er brak verdeeldheid uit onder het in de stad aanwezige garnizoen. Een deel vluchtte de stad uit, richting de Veluwe. Er zijn enige bronnen waarin sprake is van een verzoek uit de stad tot onderhandeling over overgave op de ochtend van 16 november. Stadsbestuurders zouden een verzoek gericht hebben aan de in het regeringsleger aanwezige stadhouder Gilles van Berlaymont, heer van Hierges, om als bemiddelaar op te treden richting Don Frederik. Toen de laatste dat hoorde, ontstak hij in woede omdat niet hij direct benaderd was. Dat zou een reden voor Don Frederik zijn om tot een plundering te besluiten. Feitelijk zouden onderhandelingen geen kans gehad hebben. De stad had een eerder verzoek tot overgave geweigerd en zich verzet. Het was derhalve legitiem de stad te plunderen, naar de opvattingen van die tijd.
De plundering van Zutphen was kort, ongeveer vier uur, maar hevig. Met geweld dwongen soldaten burgers te onthullen waar hun kostbaarheden verstopt waren of dwongen ze hen een afkoopsom te betalen. Gote schade werd toegebracht aan het Adamanhuis, het stadhuis en de volmolen. Het Wijnhuis brandde geheel uit en het Agnietenconvent werd geplunderd. De gevangen genomen soldaten waren voor het grootste deel de troepen die eerder dat jaar in Bergen hadden gevochten. Hun beslissing om na de hen verleende vrije aftocht aldaar toch weer dienst te nemen in het leger van Oranje had als gevolg dat zij allen werden opgehangen in bomen. Het aantal daarvan moet ongeveer 450 zijn geweest. 
Willem van den Berghe verbleef die dagen in Kampen. Wanneer het garnizoen daar hoorde van de inname door het regeringsleger van Zutphen, eiste het eerst voldoening van achterstallige soldij. Dat was niet mogelijk en het gevolg was het vertrek van een deel van de troepen. Met een deel dat hem nog trouw was verliet hij met zijn hoogzwangere vrouw Maria van Nassau de stad en vluchtte hij naar Duits grondgebied. Maria beviel tijdens de vlucht in een boerenschuur van een tweeling, omdat zij niet werden toegelaten in de stad  Osnabrück.

## Situatie na 1572
Na de Spaanse inname in 1572 bleef de situatie in het gebied achter de IJssel en in Zutphen onrustig. Tot aan 1591 wisselde de stad na opnieuw een beleg een aantal malen van kleur van magistraat. Na de pacificatie van Gent van eind 1576 vertrokken de Spaanse troepen in april 1577 uit de stad. In de pacificatie was vastgelegd dat de positie van het katholicisme ongewijzigd zou blijven. Begin 1578 werd Jan van Nassau stadhouder van Gelre. Hij wist te bewerkstelligen dat Zutphen zich bij de Unie van Utrecht aansloot. Er werd daarna een strenge godsdienstpolitiek ingevoerd met een monopoliepositie voor de gereformeerde godsdienst. Katholieke bestuurders van de stad werden vervangen door gereformeerde. In 1583 kwam Zutphen weer in Spaanse handen. De stad werd opnieuw geplunderd. Er vond opnieuw een wisseling van stadsbestuurders plaats. Er was sprake van een vorm van schrikbewind door de gouverneur Vasquez Davila. 
In de periode van 1572 tot aan 1591 vond hiernaast ook nog tweemaal een mislukte belegering plaats. Tijdens Maurits' veldtocht van 1591 kwam Zutphen na het zoveelste beleg uiteindelijk definitief in Staatse handen. Het is dan een ernstig verarmde stad.

## Herinneringsculturen
Meestal ontstaat een herinneringscultuur over een gebeurtenis eerst op lokaal niveau. Vanuit dat niveau kan die gebeurtenis relevant worden voor een plaats in de herinneringscultuur op landelijk niveau. In plaatsen als Haarlem en Leiden ontstond naar aanleiding van de gebeurtenissen in 1572/1573 al snel een lokale herinneringscultuur. In Zutphen was daarvan geen sprake. De sociale en politieke instabiliteit in de decennia na 1572 had daarmee veel te maken. Er was in deze ernstig verdeelde stad ook geen overeenstemming welk verhaal nu gedeeld zou moeten worden. In 1572 was de stad meerdere malen geplunderd en dat geweld lag verder in het verleden dan de plundering van 1583 en het schrikbewind van de gouverneur Vasquez Davila. Er was in de stad kennelijk geen behoefte aan de vastlegging en ritualisering van deze ellendige twee decennia, inclusief de gebeurtenissen in 1572. 
Vanaf eind zestiende eeuw werden de eerste grotere geschiedeniswerken over de Opstand gepubliceerd. Historici als Emanuel van Meteren en Pieter Christiaenszoon Bor vertelden in essentie het verhaal dat de stad zich wilde overgeven, het garnizoen was gevlucht en daarna de Spanjaarden de weerloze burgers massaal vermoordden. Reeds eerder had een bastaardbroer van Willem van Oranje, Gottfried von Nassau-Löhnberg, geschreven dat de Spanjaarden 4000 inwoners van Zutphen vermoord hadden. (De stad had 4500 inwoners.)

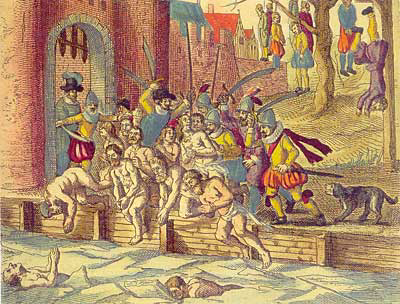
De prent uit de Spiegel der Spaenschen Tyrannye

Willem Baudartius, predikant in Zutphen, publiceerde in 1616 zijn werk Afbeeldinge ende beschryvinghe van alle de veldslagen, belegeringen ende and're notabele geschiedenissen ghevallen in de Nederlanden. Geduerende d'oorloghe teghens den coningh van Spaengien: onder het beleydt van den Prince van Oraengien, ende Prince Maurits de Nassau. Hij beschrijft daarin onder meer de Spaanse inname van 1572. Het is een  emotionele en gruwelijke beschrijving. Het is uit die beschrijving dat de mythe ontstaat van honderden Zutphenaren die met vastgebonden handen door soldaten de halfbevroren IJssel in gedreven werden om daar te verdrinken. Drie jaar na deze publicatie verscheen de Spiegel der Spaenschen Tyrannye met de overbekende ook bij dit artikel afgebeelde prent over deze verdrinking in de IJssel. Ook Hooft heeft zich voor dit deel van zijn  Historiën voor een deel op Baudartius gebaseerd. Deze verhalen over Zutphen in 1572 werden deel van de landelijke historische canon over de Opstand. 
In Zutphen is zowel in kerk- als stadsarchieven tot en met 1648 geen spoor te vinden van een publieke herinneringscultuur van 1572. De beschrijvingen van onder meer Baudartius stuitten in de tweede helft van de zeventiende eeuw niet op verzet. Maar ook voor de jaren 1672, 1722 en 1772 is niets te vinden van iets als bijvoorbeeld publieke herdenkingsbijeenkomsten. Er is ook dan nog geen sprake van iets van een publieke herinneringscultuur in Zutphen. Dat zal pas eind achttiende eeuw  het geval zijn. 